# Miguel Llaneras
Miguel María Llaneras Rodríguez (L'Avana, 5 agosto 1926 – ...) è stato un cestista cubano.

## Carriera
Ha disputato sette partite ai Giochi della XIV Olimpiade.